# Instituto de Investigación Marqués de Valdecilla
El Instituto de Investigación Marqués de Valdecilla (IDIVAL) es una fundación creada en el año 2014 que gestiona la investigación que se lleva a cabo en el sistema sanitario público de Cantabria [Consejería de Salud y sus entidades dependientes] y en la Universidad de Cantabria. El presidente del patronato de la fundación es el consejero de salud del gobierno de Cantabria, César Pascual Fernández. IDIVAL cuenta con más de 900 profesionales y gestiona un presupuesto anual de cerca de 15 millones de euros.
En marzo de 2015 IDIVAL fue acreditado como Instituto de Investigación Sanitaria por el Instituto de Salud Carlos III. Ha sido reacreditado en 2020 y 2025.

## Misión y visión
- Misión: Desarrollar una investigación e innovación biomédica aplicada de excelencia orientada a la traslación y transferencia del conocimiento, mejorando la calidad de vida de la ciudadanía mediante el abordaje de los problemas de salud de la población a través de la prevención, el diagnóstico y el tratamiento personalizado de los pacientes.
- Visión: Ser la institución de referencia de la investigación e innovación aplicada en salud en Cantabria, actuando como palanca de desarrollo económico regional en colaboración con los agentes del entorno, y posicionándose como agente clave en salud digital y medicina personalizada, así como centro de investigación traslacional de vanguardia a nivel nacional e internacional y un polo tractor para la captación de talento.

## Valores
- Excelencia científica.
- Transparencia y comunicación.
- Sostenibilidad y mejora continua.
- Compromiso social.

## Logotipo
La imagen gráfica del IDIVAL incluye el símbolo original de la Casa de Salud Valdecilla creada en 1929, que asumen como propio todas las instituciones del entorno Valdecilla, y que destila el espíritu innovador, filantrópico y transfronterizo con el que aquella se creó.

## Situación
IDIVAL está situado en el municipio de Santander, en la Comunidad Autónoma de Cantabria, al norte de España. Sus instalaciones están distribuidas entre el Hospital Universitario Marqués de Valdecilla y el campus de la Universidad de Cantabria.
La ubicación física de IDIVAL es óptima para el desarrollo de investigación traslacional que busca entender los problemas de los pacientes y buscar soluciones para ellos.

## Áreas de investigación
IDIVAL organiza su investigación en cinco grandes áreas científicas:
- Área de Cáncer
- Área de Neurociencias
- Área de Patología de Sistemas
- Área de Medios Diagnósticos y Terapéuticos
- Área Transversal

## Recursos
IDIVAL cuenta con un edificio central propio ubicado en el entorno Valdecilla de cerca de 3000 m² en el que se ubican laboratorios de investigación y servicios de apoyo a la investigación.

De su presupuesto aproximadamente un 16% proviene de aportaciones del Gobierno de Cantabria y lo restante de financiación competitiva externa, de contratos y de donaciones.
- Datos: Q30132108